# Adrienne Jordan
Adrienne Jordan (* 30. Januar 1994 in Colorado Springs) ist eine deutschamerikanische Fußballspielerin.

## Karriere
Jordans erster Fußballverein war der Pride Soccer Club, der einzige semiprofessionelle Frauenfußballverein in Colorado Springs. Während ihrer Schulzeit an der Rampart High School spielte sie für deren Schülermannschaft, die Rampart Rams, mit der sie im Jahr 2011 Landespokalsieger wurde. Im weiteren Verlauf – während ihres Aufenthaltes an der University of Northern Colorado in Greeley (Sportwissenschaften und Deutsch) – spielte sie von 2012 bis 2015 für deren Sport-Team, die Bears, für die sie zwei Tore in 74 Spielen der Big Sky Conference erzielte.
Im Jahr 2016 war sie eine von sieben Spielerinnen, die in die Mannschaft der Chicago Red Stars – in der National Women’s Soccer League 2016 vertreten – berufen worden sind. Der Mannschaft gehörte sie vom 1. April bis 28. Mai 2016 an.
Die Möglichkeit, im Ausland spielen zu können, ergriff sie sofort und begab sich nach Schweden. Für den seinerzeitigen Zweitligisten Östersunds DFF bestritt sie in der Spielzeit 2016 19 Punktspiele. Danach kam sie auf Island in der Besta deild kvenna, der höchsten Spielklasse im isländischen Frauenfußball, in jeweils 18 Punktspielen in den Spielzeiten 2017 und 2018 zum Einsatz. Da die Folgespielzeiten naturgemäß erst im Frühling beginnen, begab sie sich nach Italien.
Während der am 21. September 2018 begonnenen Saison kam sie am 18. November 2018 (7. Spieltag) für den Erstligisten ASD Mozzanica – der sie am 1. November 2018 als Neuzugang bekanntgab – beim 2:0-Sieg im Auswärtsspiel gegen den ASD Orobica erstmals in der Serie A zum Einsatz. Bis zum Saisonende am 20. April 2019 (22. Spieltag) wurde sie in 14 weiteren Punktspielen eingesetzt.
Mit Beginn der Saison 2019/20 am 8. September spielte sie dann für den englischen Erstligisten Birmingham City LFC und bestritt bis zum 23. Februar 2020 (17. Spieltag) 15 Punktspiele.
In die Vereinigten Staaten zurückgekehrt, gehörte sie in der Spielzeit 2020 dem in Tacoma ansässigen Verein OL Reign an, bestritt jedoch kein einziges Spiel in der National Women’s Soccer League. Die Spielzeit wurde aufgrund der COVID-19-Pandemie nicht durchgeführt. Die Rückkehr zum Spielbetrieb wurde durch das Turnier um den NWSL Challenge Cup 2020 ermöglicht. Am achten Spieltag der Vorrunde bestritt sie am 13. Juli 2020 beim torlosen Spiel gegen den Portland Thorns FC ihr einziges Pflichtspiel für den Verein.
Mit Beginn der Saison 2020/21 am 4. Oktober spielte sie dann für den spanischen Erstligisten UD Granadilla Tenerife, für den sie bis zum 22. November 2020 acht Punktspiele bestritt.
In der Winterpause der Saison 2020/21 wurde sie vom Bundesligisten SC Sand verpflichtet. Ihr Bundesligadebüt am 3. März 2021 (13. Spieltag) bei der 1:2-Niederlage im Auswärtsspiel gegen den SC Freiburg begann für sie mit ihrem Eigentor zur Freiburger 1:0-Führung in der 15. Minute. Zur Saison 2022/23 wurde sie vom Ligakonkurrenten 1. FFC Turbine Potsdam verpflichtet.